# Olle Laessker
Olle Laessker (Suecia, 2 de abril de 1922-19 de septiembre de 1992) fue un atleta sueco especializado en la prueba de salto de longitud, en la que consiguió ser campeón europeo en 1946.

## Carrera deportiva
En el Campeonato Europeo de Atletismo de 1946 ganó la medalla de oro en el salto de longitud, con un salto de 7.42 metros, superando al suizo Lucien Graff y al checoslovaco Miroslav Řihošek (bronce con 7.29 metros).